# Furuholmen (vid Löparö, Sibbo)
Furuholmen är en ö i Finland. Den ligger i Finska viken och i kommunen Sibbo i den ekonomiska regionen  Helsingfors i landskapet Nyland, i den södra delen av landet. Ön ligger omkring 25 kilometer öster om Helsingfors.
Öns area är 2 hektar och dess största längd är 250 meter i sydväst-nordöstlig riktning. Ön höjer sig omkring 15 meter över havsytan.